# Comuna Terpezița, Dolj
Terpezița este o comună în județul Dolj, Oltenia, România, formată din satele Căciulatu, Căruia, Floran, Lazu și Terpezița (reședința).

## Demografie
Componența etnică a comunei Terpezița
     Români (94,78%)
     Alte etnii (0%)
     Necunoscută (5,22%)
Componența confesională a comunei Terpezița
     Ortodocși (94,12%)
     Alte religii (0,59%)
     Necunoscută (5,29%)
Conform recensământului efectuat în 2021, populația comunei Terpezița se ridică la 1.360 de locuitori, în scădere față de recensământul anterior din 2011, când fuseseră înregistrați 1.673 de locuitori. Majoritatea locuitorilor sunt români (94,78%), iar pentru 5,22% nu se cunoaște apartenența etnică. Din punct de vedere confesional, majoritatea locuitorilor sunt ortodocși (94,12%), iar pentru 5,29% nu se cunoaște apartenența confesională.

## Politică și administrație
Comuna Terpezița este administrată de un primar și un consiliu local compus din 9 consilieri. Primarul, Constantin Popa[*], de la Partidul Social Democrat, este în funcție din 1 noiembrie 2024. Începând cu alegerile locale din 2024, consiliul local are următoarea componență pe partide politice:
|  | Partid                    | Consilieri | Componența Consiliului | Componența Consiliului | Componența Consiliului | Componența Consiliului | Componența Consiliului |
|  | ------------------------- | ---------- | ---------------------- | ---------------------- | ---------------------- | ---------------------- | ---------------------- |
|  | Partidul Social Democrat  | 5          |                        |                        |                        |                        |                        |
|  | Partidul Național Liberal | 4          |                        |                        |                        |                        |                        |